# فيل هاندلر
فيل هاندلر (بالإنجليزية: Phil Handler)‏ هو لاعب كرة قدم أمريكية أمريكي، ولد في 21 يوليو 1908 في فورت وورث في الولايات المتحدة، وتوفي في 8 ديسمبر 1968 في سكوكي في الولايات المتحدة.